# Wabash County, Illinois
Wabash County är ett county i delstaten Illinois, USA. Den administrativa huvudorten (county seat) är Mount Carmel.

## Geografi
Enligt United States Census Bureau har countyt en total area på 590 km². 579 km² av den arean är land och 11 km² är vatten.

### Angränsande countyn
- Lawrence County - nord
- Knox County, Indiana - öst
- Gibson County, Indiana - syd
- Edwards County - väst
- Richland County - nordväst

### Orter
- Allendale
- Bellmont
- Keensburg
- Mount Carmel (huvudort)